# Cyclophora angeronaria
Cyclophora angeronaria är en fjärilsart som beskrevs av W. Warren 1895. Cyclophora angeronaria ingår i släktet Cyclophora och familjen mätare. Inga underarter finns listade i Catalogue of Life.